# أناس عاديون (فلم)
أناس عاديون (بالإنجليزية: Ordinary People) فيلم دراما أمريكي من إنتاج عام 1980، وأخرجه روبرت ريدفورد الذي ميزه في مجال الإخراج كما في التمثيل وحاز أوسكار أفضل مخرج عن هذا الفيلم، الفيلم مأخوذ عن رواية للكاتبة جوديث غيست، يتناول قصة عائلة أمريكية متوسطة الدخل، تفرق أبنائها بعد مقتل الابن الأكبر في حادث اصطدام قاربه. حقق الفيلم نجاح في شباك التذاكر كما كانت ردة فعل النقاد إيجابيه، حاز الفيلم على 4 جوائز أوسكار من أصل ستة ترشح لها من بينها أفضل فيلم، أفضل إخراج، أفضل ممثل بدور مساند وأفضل سيناريو. كما نال على 5 جوائز غولدن غلوب.
| سبقه كرامر ضد كرامر | أوسكار - أفضل فيلم 1980 | تبعه عربات النار |

## وصلات خارجية
- مقالات تستعمل روابط فنية بلا صلة مع ويكي بيانات

1. ↑  Canby، Vincent. "Redford's Ordinary People". نيويورك تايمز. مؤرشف من الأصل في 2017-12-12. {{استشهاد ويب}}: استعمال الخط المائل أو الغليظ غير مسموح: |ناشر= (مساعدة)
2. ↑  The Psychiatrist in Today's Movies: He's Everywhere and He's in Deep Trouble; نيويورك تايمز; retrieved September 13, 2006 "نسخة مؤرشفة". مؤرشف من الأصل في 2007-12-14. اطلع عليه بتاريخ 2019-09-05.{{استشهاد ويب}}:  صيانة الاستشهاد: BOT: original URL status unknown (link)
3. ↑  "Siskel and Ebert Top Ten Lists (1969-1998)". مؤرشف من الأصل في 2018-07-27.